# Slap (gmina Sevnica)
Slap – wieś w Słowenii, w gminie Sevnica. W 2018 roku liczyła 12 mieszkańców.